# Берсениха (Нижегородская область)
Берсениха — деревня в Дальнеконстантиновском районе Нижегородской области. Входит в состав Сарлейского сельсовета.

## География
Находится в 9 км от Дальнего Константинова и в 64 км от Нижнего Новгорода.

## История
В «Списке населённых мест» Нижегородской губернии по данным за 1859 год значится как владельческая деревня при безымянной речке 67 верстах от Нижнего Новгорода. В деревне насчитывалось 37 дворов и проживало 263 человека (120 мужчины и 143 женщины). В национальном составе населения преобладали терюхане.

## Население
| 2002 | 2010 |
| ---- | ---- |
| 9    | ↘8   |

Национальный состав
Согласно результатам переписи 2002 года, в национальной структуре населения русские составляли 67 % из 9 человек, татары составляли 33 %.

## Улицы
Уличная сеть деревни состоит из двух улиц:
- Дачная улица
- Нагорная улица